# Haugen (kulle i Antarktis)
Haugen är en kulle i Antarktis. Den ligger i Östantarktis. Norge gör anspråk på området. Toppen på Haugen är 2 215 meter över havet.
Terrängen runt Haugen är lite kuperad. Trakten är obefolkad. Det finns inga samhällen i närheten.